# 基恩之家
基恩之家是由一群香港同志基督徒組成的教會。英文名稱(Blessed Ministry Community Church (BMCC))

## 歷史
前身為「十分一會」的宗教小組，於1992年7月創立，1995年12月正式註冊社團，2003年經稅務局批核註冊為非牟利團體，經費來自團友奉獻支持。成立初期主要靠租借場地以月會團契形式集會，人數約有三十餘人；經過多年的發展，參與月會人數一度超過一百人，而聚會形式亦隨著1997年10月於灣仔建立會址後漸趨多元化。並先後於2001及2005年遷往地方較大的上環會址。2020年，教會遷往太子，並且深化社區服務。2022年10月16日，遷往深水埗。

2023年會址為:深水埗南昌街99-103號樂滿大廈一樓A室
現時每個主日的崇拜人數約八十人，另有小組、團契、信仰栽培101、神學研讀課程、退修會等，為參加者提供信仰支持及牧養。此外，為增進社會人士對同性戀者的瞭解，基恩之家亦積極地與不同教會、院校進行交流對話。

## 概況
何萬寳為傳道人。2023年起新增鄭子康與蘇展鵬為實習傳道人，同時亦大力支持神學生李同學研讀神學課程。
2023年9月5日基恩之家執事及同工會就岑子杰訴律政司司長案發聲明。
內容簡略：
我們支持每一個人，不論其性別、種族、階級、以及性傾向，都能在香港獲得同等權利，包括婚姻生活、組織家庭等基本公民權利，鼓勵基督教團體應主動為建立一個更加平等和包容的社會，並確保每個人都能享受到平等權益。
2023年12月10日基恩之家是PinkDot HK 2023一點粉紅戶外活動當中的社區合作機構，是次活動目標讓每位參加者對不同對象說出來，配合大會主題，當中包括，對神說，對各宗教說，對在戰爭中受苦的人說，對孤單的人說等等，並派發多種禮品。
2023年12月19日彭偉業牧師已離任基恩之家的牧師職務。
2024年基恩之家義務性質同工與同工助手共12位。
2024年3月24日歐陽文風牧師及眾樂教會卜莎崙牧師授職鄭子康與蘇展鵬由為傳道人。
2024年9月22日基恩之家是PinkDot HK 2024一點粉紅戶外活動當中的社區合作機構。
2024年10月11日舉行的退修會的靈修營，目的是建立更全面的屬靈生活作深層次的生活反思。
2024年11月1日及2024年11月3日舉行聖經記錄片放映會Sharon “Rocky” Roggio. 1946:The Mistranslation That Shifted Culture ,1946:撼動文化的誤譯 ，目的是讓人了解聖經當中翻譯的過程。如同性戀一詞翻譯的來由 。
2025年基恩之家非常務義務靈修及神學顧問牧師兩位，辛淑雯牧師及歐陽文風牧師。傳道人3位。義務性質執事3位及同工9位，共同營運教會及建立合一的關係。
2025年1月15日 中文大學發佈性別小眾研究，發現約七成處於穩定關係的受訪者中，表示想或非常想與其同性伴侶結婚。當日記者會分享者包括基恩之家執事及傳道人。
2025年2月23日基恩之家「同你心」輔導中心多元性/別職場友善工作坊
2025年5月3日基恩之家舉辦袮(你)的名字靈修營
2025年5月17日基恩之家將參加國際不再恐懼同性戀、跨性別與雙性戀日國際不再恐同日IDAHO戶外活動，用藝術與互動見證教會能祝福同志愛情與婚姻
2025年5月13日基恩之家提供靈修指導
2025年6月15日失落與靈性重生徐森杰博士
2025年6月29日歐陽文風牧師來到基恩之家分享了他因佛陀我是更好基督徒的心路歷程
2025年7月3日基恩之家回應香港政制及內地事務局提出的新框架政府討論承認同性伴侶關係文件
2025年7月3日南華早報 Yahoo新聞 端傳媒G點電視 France Médias Monde 法國世界媒體集團 法庭線時代論壇 報導，基恩之家公開信件，訪問引用節錄摘要該信件。

## 宗旨
向教會、社會及同志團體見証耶穌基督對不同性傾向人士的恩典，加強同志信徒的身份認同，深化並更新她╱他們的屬靈生命。

## 組織
基恩之家實施會員制度，由牧師帶領同工會策劃及推動教會事務，同工會成員經由會員大會選出。教會主要有五大事工﹕敬拜、團契發展、社會公義、門徒訓練及福音事工。本會牧師則擔任指導同工會、牧養及聖經教導等工作。
2023年，組織結構為「三合一」，同時為大誡命大使命服務，由牧師部、五大事工、行政部組合而成。

## 我們的信經/信仰綱領 Our Creed(2024)
我們相信神，全能的創造主。 祂按自己形像，創造多元眾生，視之為美好，使所有性/別、種族、階級、年齡的人，可藉著愛和公義，得享豐盛生命。
我們相信耶穌基督，神的愛子。 祂降生於世上踐行愛，因公義捨身，復活並帶來釋放和更新。
我們相信聖靈，祂是保惠師，住在我們裡面，印証眾生同屬於神，賜我們智慧，引導我們邁向真理，感動我們，使我們得到安慰和自由。
我們相信教會的使命，是讓人效法基督，讓人看見神的創造和恩典，建立合一的關係。
我們相信聖經是神所默示的，是人經歷神的回應，教導我們活出愛和公義。
我們相信信徒皆祭師，以真誠的生命在地上作鹽作光，共同建立基督的家。
這是我們的宣告。
阿們
We believe in God, the Creator of All Possibilities. In their own image, God creates a world of diversity, sees everything that is made, and they are very good. People of any gender, sexuality, race, class, and age shall live an abundant life seeking love and justice.
We believe in Jesus Christ, God’s Beloved Son. He came to the world to practise love, suffered for justice, rose to liberate and renew everything.
We believe in the Holy Spirit, the Sustainer of Life, a testimony that everything belongs to God, who lives in us, grants us wisdom, guides us towards truth, moves us, and brings us comfort and freedom.
We believe the mission of the Church is to guide people to follow Christ, help people see God's creation and grace, and build unity among all relationships.
We believe the Bible is inspired by God. It is a human response to their experience of God, and teaches us to live out love and justice.
We believe all believers are priests to each other. We shall live authentically, be salt and light to the world, and build a kindom in Christ together.
This, we proclaim.
Amen

## 外部連結
- 教會官方網站 （页面存档备份，存于）

1. ↑  . HK01.   [2021-12-18]. （原始内容存档于2022-06-09）.
2. ↑  . www.facebook.com.   [2023-09-25].
3. 1 2   . 香港一點粉紅.   [2023-12-10]. （原始内容存档于2023-12-12） （中文（臺灣））.
4. ↑  基恩之家. . Facebook. 2024-03-24  [2024-03-25]. （原始内容存档于2024-03-25） （中文（臺灣））.
5. ↑  Sharon “Rocky” Roggio. . 1946:The Mistranslation That Shifted Culture. 2024-11-01  [2024-11-07]. （原始内容存档于2025-04-01） （英语）. 参数|title=值左起第45位存在換行符 (帮助)
6. ↑  . 明報新聞網. 2025-01-14 （中文（臺灣））.
7. ↑  So, Frankie. . 基恩之家官網. 2025-05-12  [2025-05-13].
8. ↑  端傳媒記者 鄭淑華. .
9. ↑  吳凱欣、麥嘉殷. . 時代論壇. 参数|title=值左起第13位存在換行符 (帮助)